# Opel Combo
Opel Combo — немецкий малотоннажный грузовой автомобиль, выпускаемый General Motors с 1986 года. Существуют трёхдверные грузовые и пятидверные пассажирские модификации.

## Kadett Combo (Combo A)
Opel Kadett Combo был представлен в январе 1986 года. Он был построен на основе Opel Kadett E. До 1989 года производился в Великобритании под маркой Vauxhall. Затем автомобиль производился в Португалии под маркой Opel. Автомобиль комплектовался бензиновым двигателем объёмом 1,3 л или дизельным двигателем объёмом 1,6 (позднее 1,7) л.
В Великобритании трёхдверная версия называлась Astravan и изначально продавалась под маркой Bedford, затем под маркой Vauxhall. Версия с высокой крышей носила имя Astramax.

## Combo B
Opel Combo B, основанный на Opel Corsa B, был запущен в производство в 1993 году. Combo B имел симметричные двойные задние двери, которые открываются в сторону. В 1995 году была запущена в производство пятиместная версия автомобиля, которая называлась Opel Combo Tour. Она отличалась от фургона наличием бокового остекления и складывающимся трёхместным сиденьем.

### Двигатели
- 1.4L I4 8V 72 л. с. SOHC Ecotec (1996)
- 1.6L I4 8V 86 л. с. SOHC Ecotec (1996)
- 1.4L I4 16V 90 л. с. DOHC Ecotec (1997)
- 1.6L I4 16V 105 л. с. DOHC Ecotec (1999)
- 1.7L I4 8V 75 л. с. DOHC Circle-L Diesel (1996)
- 1.7L DTİ I4 16V 100 л. с. DOHC Circle-L Turbo Diesel (2001)

## Combo C
Opel Combo C был представлен на автосалоне во Франкфурте в сентябре 2001 года. Автомобиль базировался на Opel Corsa C. По сравнению с предыдущим поколением, Combo C получил сдвижные задние боковые двери. Коммерческие версии фургона сохранили симметричные двойные задние двери, в то время как версия Tour имела одну заднюю дверь, открывающуюся вверх.
Также был доступен Opel Combo Tour, а затем Opel Combo Tour Tramp (Combo Tour Arizona на некоторых рынках). Combo Tour Tramp/Arizona имеет изменённые настройки подвески, увеличенный дорожный просвет, защитные накладки на кузов и многочисленные стилистические детали, которые отличают его от стандартного Combo Tour.

### Двигатели
- 1.3L 1.3 CDTI Ecotec
- 1.4L I4 16V DOHC TwinPort Ecotec
- 1.6L I4 8V SOHC Ecotec
- 1.6L I4 16V DOHC CNG Ecotec
- 1.3L I4 16V DOHC CDTI
- 1.7L I4 16V DOHC DI
- 1.7L I4 16V DOHC DTI
- 1.7L I4 16V DOHC CDTI 100 bhp (75 kW)

## Combo D
Третье поколение производится с декабря 2011 года, и основано на Fiat Doblo. Новый Combo производится в Турции на заводе «TOFAŞ».

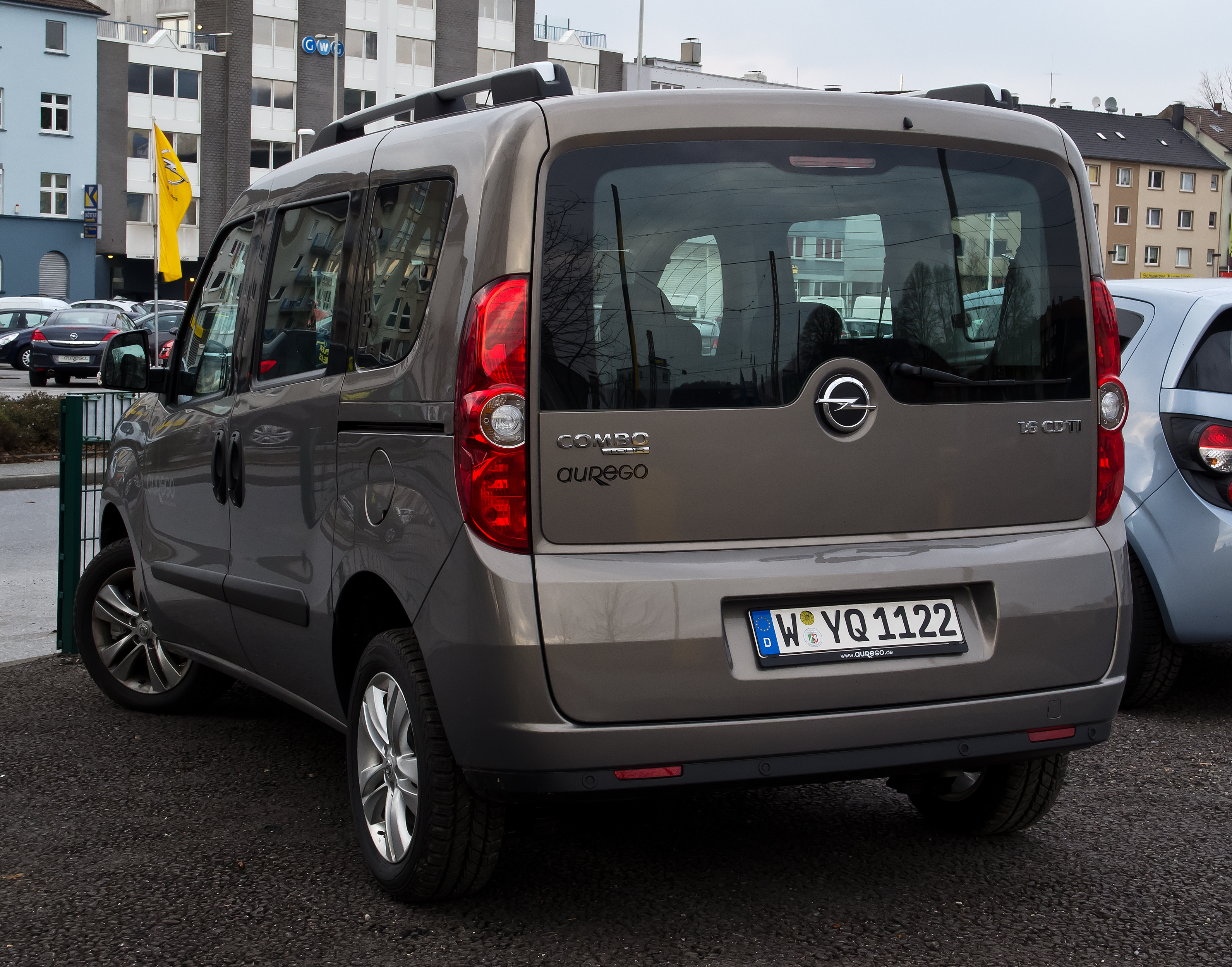
Вид минивэна сзади
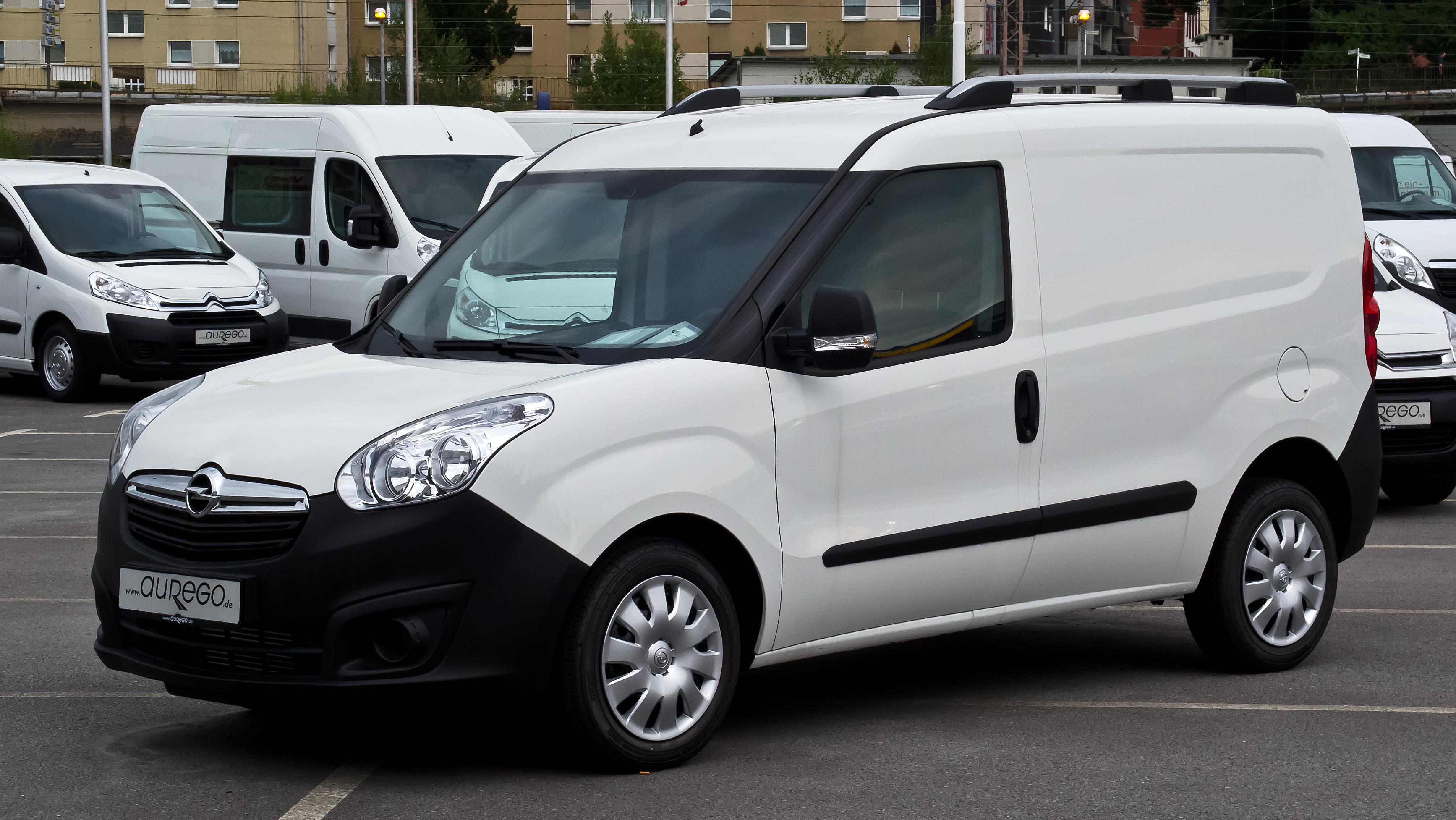
Вид фургона спереди
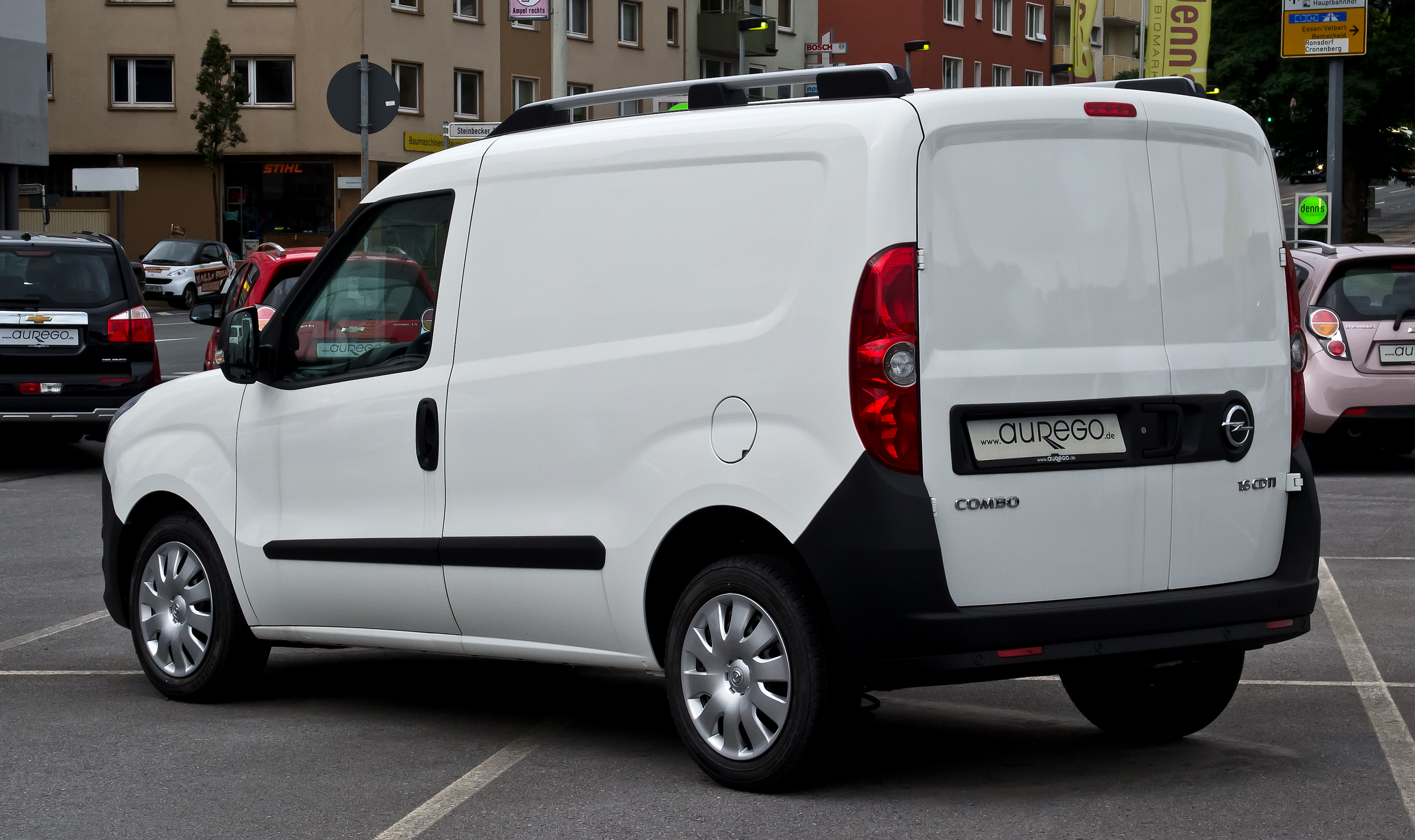
Вид фургона сзади

## Combo E
Компания Opel представила пассажирский фургон Combo Life пятого поколения, в основу которого легла платформа Citroen Berlingo третьего поколения и Peugeot Partner. Премьера состоялась на Женевском автосалоне в марте 2018 года.
Автомобиль комплектуется проекционным дисплеем, адаптивным круиз-контролем, системой распознавания дорожных знаков, функцией соблюдения рядности движения и информационно-развлекательной системой с поддержкой Apple CarPlay и Android Auto. У Combo Life комбинированная платформа с передним модулем EMP2 и задней частью от старого Berlingo, есть возможность заказать версию с третьим рядом сидений, а штатно автомобиль оснащается диваном, разделённым в пропорции 60:40.
В Европе Opel Combo Life предлагается с 1,5-литровым дизелем мощностью 130 л. с. и бензиновым мотором объёмом 1,2 литра с аналогичной отдачей. На выбор для модели представлены 5- и 6-стпенчатые МКПП или 8-скоростная АКПП.

## Combo для России (2021)
В 2021 году на заводе в Калуге началось серийное производство версии модели Opel Combo для российского рынка. Автомобиль создан на базе модели Citroen Berlingo/Peugeot Partner второго поколения и отличается от них эмблемами и оформлением передней части кузова.
Opel Combo для России предлагается как в грузовом, так и в пассажирском вариантах. Автомобили оснащаются четырёхцилиндровыми двигателями объёмом 1,6 литра: бензиновым мощностью 115 л. с. или турбодизельным мощностью 90 л. с. Базовая версия модели комплектуется пятиступенчатой механической коробкой передач, для минивэна с бензиновым мотором за доплату предлагается шестиступенчатая автоматическая коробка передач.

## Безопасность
Автомобиль прошел тест Euro NCAP в 2018 году:
| Euro NCAP                                                              | Euro NCAP | Euro NCAP | Euro NCAP             |
| ---------------------------------------------------------------------- | --------- | --------- | --------------------- |
| · общий рейтинг                                                        |           |           |                       |
| 91%                                                                    | 81%       | 58%       | 68%                   |
| взрослый пассажир                                                      | ребёнок   | пешеход   | активная безопасность |
| Протестированная модель: Peugeot Rifter BlueHDi 100 Allure, LHD (2018) |           |           |                       |